# Henri II de Louvain
Henri II de Louvain, dit le ceinturé, né vers 1020, enterré à Nivelles en 1078, est comte de Louvain et de Bruxelles de 1054 à 1078. Il est le fils de Lambert II Baldéric, comte de Louvain et de Bruxelles, et d'Ode de Verdun.
Il apparaît dans un acte de 1078 pour le chapitre de Bruxelles à côté de son frère Régnier. 
Peu de choses sont connues sur son règne, mais l'on sait qu'il a soutenu en 1071 Richilde de Hainaut face à son beau-frère Robert le Frison. D'ailleurs, sa fille a épousé par la suite le second fils de Richilde.

## Mariage et enfants
Il épouse une comtesse Adèle (vers 1040 - après 1086), d'une origine inconnue (peut-être une fille d'un comte de Teisterbant, comme Adèle d'Orthen, fille du comte Everard d'Orthen).  
Ils ont eu comme descendance :
- Henri III († 1095), comte de Louvain et de Bruxelles, landgrave de Brabant à partir de 1085/1086 ;
- Godefroy Ier (1060 † 1139), comte de Louvain et de Bruxelles, landgrave de Brabant et duc de Basse-Lotharingie ;
- Albéron († 1128), évêque de Liège ;
- Ide (1077 † 1107/1139), mariée en 1084 à Baudouin II († 1098), comte de Hainaut.